# Regionalvertretungsrat der Republik Indonesien
Der Regionalvertretungsrat der Republik Indonesien (indonesisch: Dewan Perwakilan Daerah, DPD; alternativ übersetzbar als Haus der Regionen oder Haus der regionalen Repräsentanten) ist eine der beiden Parlamentskammern in Indonesien. Die Kammer vertritt die Provinzen Indonesiens und ist mit der in zahlreichen Ländern vorhandenen Senatskammern vergleichbar, weshalb die Abgeordneten des Regionalvertretungsrates als Senatoren bezeichnet werden. Zusammen mit dem Volksvertretungsrat bildet es die Legislative Indonesiens, den Majelis Permusyawaratan Rakyat (MPR).

## Geschichte
Mit der Unabhängigkeit Indonesiens von den Niederlanden bestand zwischen Dezember 1949 und August 1950 ein Senat (Senat Republik Indonesia Serikat), welcher die Provinzen vertrat und an der Gesetzgebung mitwirken durfte, bevor er wieder abgeschafft und ein Einkammersystem eingeführt wurde. Die DPD wurde durch eine Verfassungsänderung vom 9. November 2001 geschaffen, der wieder ein Zweikammersystem einführte. Der Regionalvertretungsrat trat erstmals im Oktober 2004 zusammen, nachdem bei den indonesischen Legislativwahlen vom April 2004 die Abgeordneten gewählt wurden.

## Zusammensetzung
Der Regionalvertretungsrat verfügt über 152 Sitze, die nach dem System der nicht übertragbaren Einzelstimmgebung besetzt werden. Jede der 38 Provinzen Indonesiens erhält vier Sitze im Regionalvertretungsrat. Die Anzahl der Sitze hängt damit von der Anzahl der Provinzen ab, welche in der Vergangenheit erhöht wurde. Die Wähler stimmen in ihrem Wahlkreis (identisch mit den Provinzen) für einen einzelnen Kandidaten, und die vier Kandidaten mit den meisten Stimmen sind gewählt. Parteien sind nicht berechtigt, an der Wahl dieser Kammer teilzunehmen, die Kandidaten sind daher alle unabhängige Kandidaten, haben jedoch oft Verbindungen zu politischen Parteien. Die Legislaturperiode hat eine Länge von fünf Jahren.

## Befugnisse
Das DPD ist kein echtes Oberhaus, da seine Befugnisse im Vergleich zur älteren Senatskammer relativ schwach sind, insbesondere hat es keine direkte Gesetzgebungskompetenz und kein Vetorecht gegenüber Gesetzesvorlagen des Volksvertretungsrats. Die Rolle der Kammer ist beschränkt auf die Behandlung von Gesetzesentwürfen, die „die regionale Autonomie, das Verhältnis zwischen Zentral- und Lokalregierung, die Bildung, Erweiterung und Fusion von Regionen, die Bewirtschaftung der natürlichen Ressourcen und anderer wirtschaftlicher Ressourcen sowie Gesetzesentwürfe im Zusammenhang mit dem finanziellen Ausgleich zwischen dem Zentrum und den Regionen“ betreffen. Bei allen diesen die regionale Ebene betreffenden Gesetzen besitzt der Regionalvertretungsrat Mitwirkungs- und Kontrollrechte, jedoch kein Veto. Der Regionalvertretungsrat kann dem Volksvertretungsrat auch die Regionen betreffende Gesetzesentwürfe vorschlagen.